# Lixella crassipes
Lixella crassipes là một loài bọ cánh cứng trong họ Latridiidae. Loài này được Peyerimhoff miêu tả khoa học năm 1913.